# 스벤 요나손
스벤 군나르 요나손(스웨덴어: Sven Gunnar Jonasson, 1909년 7월 9일 ~ 1984년 9월 17일)은 스웨덴의 전직 축구 선수로 포지션은 공격수였으며 IF 엘프스보리의 프랜차이즈 스타였다.

## 선수 시절

### 클럽
1909년 스웨덴 보로스 출생으로 1927년 18세의 어린 나이에 IF 엘프스보리 입단을 통해 프로에 정식 입문한 뒤 1946년 37세의 나이에 은퇴할 때까지 19년간 한팀에서만 활약했고 그동안 통산 409경기 252골을 터뜨리며 스웨덴 1부 리그 3회 우승에 크게 기여했으며 역대 엘프스보리 소속 선수 가운데 리그 최다 출장 기록과 344경기 연속 출장 기록을 경신했다.

### 국가대표팀
1932년 스웨덴 A대표팀에 첫 발탁된 이후 2번의 FIFA 월드컵 본선(1934년, 1938년)에 출전하여 1934년 대회 8강, 1938년 대회 4강 진출에 일조했으며 국제 A매치 통산 42경기 20골의 기록을 남기고 1940년 국가대표팀 유니폼을 반납했다.

## 은퇴 이후
선수 은퇴 후 6년이 지난 1952년 친정팀인 엘프스보리의 감독을 맡아 1954년까지 팀을 이끌었으며 이후 1984년 9월 17일 바르베리에서 향년 75세를 일기로 별세했다.